# Кубаїр
Кубаїр (башк. ҡобайыр) — жанр башкирської народної поезії, коротке поетичне сказання, традиційно виконується речитативом під акомпанемент думбири, рідше кураю.
Кубаїри є найважливішою формою башкирської етнічної самосвідомості; тексти епічних кубаїрів зберігають народну пам'ять про найважливіші події минулого і поворотні моменти історії народу.

## Види кубаїрів
- Епічні — оповіді, що оспівують батирів: «Урал-батир», «Идукай і Мурадым» («Иҙеүкәй менән Мораҙым»), «Карасакал» («Караһаҡал»), «Юлай і Салават» («Юлай менән Салауат»).
- Ліричні: «Ай, Урал мій, Урал!» («Ай, Уралым, Уралым»), «Смерть високої гори» («Бейек тауҙың үлгәне»).
- Дидактичні, які створюються шляхом злиття близьких за змістом і однотипних по своїй стилістичній структурі прислів'їв; в народі також побутують під назвою айтиш[2]. Широко відомі дидактичні кубаїри, складені Акмуллою — найвідомішим башкирським розповідачем історій XIX століття.

## Лад віршування
Вірш кубаїра в основному семискладовий з парною або змішаною римовкою. Обсяг строф коливається від 4 до 30 і більше рядків.

## Відомі майстри кубаїру
Відомими майстрами кубаїру були Асан Кайги, Баїк-айдар, Габіт-сесен, Хабрау-їрауі ін. До жанру кубаїру зверталися С. М. Мухаметкулов, М. А. Бурангулов, С. А. Ісмагілов, Р. Я. Гаріпов, Д .Г.Кіекбаєв, К.Аралбай, Р. А. Султангареєва та ін.